# Ludwig Gedlek

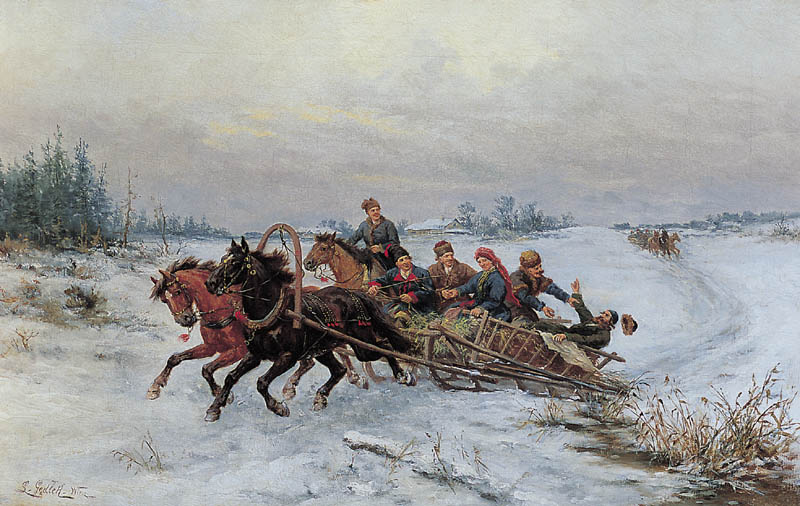
Ludwig Gedlek: Lustige Schlittenfahrt

Ludwig Gedlek, polnisch Ludwik Gędłek (* 30. Juni 1847 in Krakau; † 15. Februar 1904 in Wien) war ein polnischer Maler.

## Leben
Gedlek studierte 1861 bis 1872 an der Akademie der Bildenden Künste Krakau bei Władysław Łuszczkiewicz, und dank dem erhaltenen Stipendium setzte er sein Studium seit 1873 an der Akademie der bildenden Künste Wien bei Eduard Peithner von Lichtenfels und Carl Wurzinger fort. Nach dem Abschluss des Studiums blieb er in Wien, hielt aber rege Kontakte mit Krakau aufrecht. Erstmals zeigte er seine Bilder 1863 auf der Ausstellung der Gesellschaft der Freunde der bildenden Künste in Krakau, danach auf den Ausstellungen in Lemberg, Warschau und Dresden.
Gedlek blieb in Wien in seinen Bildern dem polnischen Themenkreis treu, besonders in den Genrebildern aus dem Leben der Bauern und der berittenen Soldaten. Fast alle Bilder zeigten Pferde. Seine Bilder fanden Platz in den österreichischen Privatsammlungen und Galerien, auch bei den Krakauer und Lemberger Kunstliebhabern. Einige Bilder befinden sich in den Sammlungen des Warschauer Nationalmuseums und in der Lemberger Gemäldegalerie.